# Modenatie

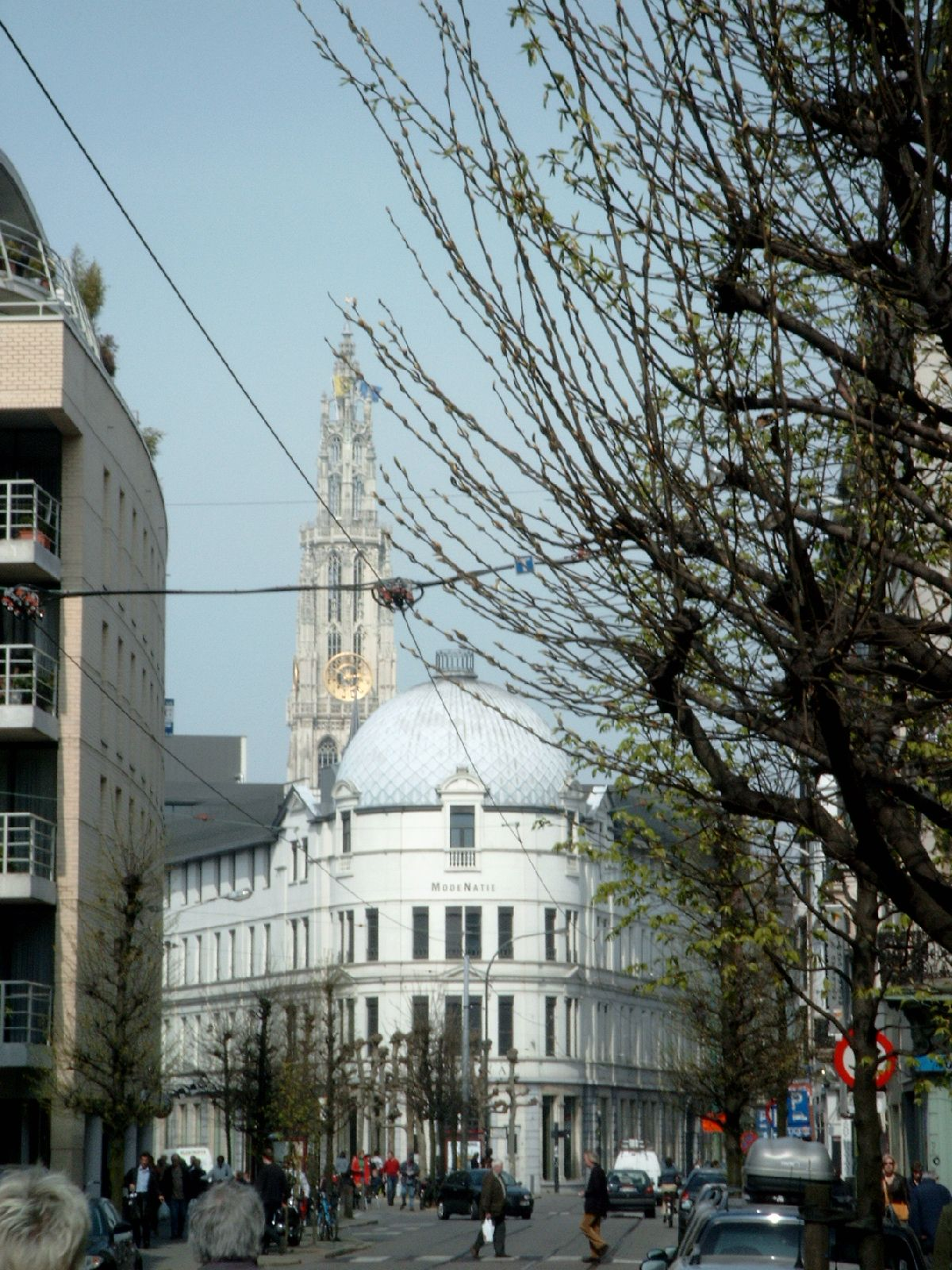
De ModeNatie

De ModeNatie is een gebouw in Antwerpen waar verschillende partners in de mode-wereld onder één dak gehuisvest zijn. 
De naam verwijst naar de Antwerpse havenbedrijven ("naties") die zich groepeerden rond een bepaald product of een bepaalde organisatie. 
De meewerkende partners zijn: 
- het Flanders Fashion Institute (FFI), een vzw in 1998 opgericht met de steun van de Vlaamse overheid als kenniscentrum voor de modesector in Vlaanderen. De voornaamste doelstelling is het samenbrengen van de knowhow, met het doel de tewerkstelling in de modesector te bevorderen, en de mode uit Vlaanderen op de nationale en internationale scène te promoten.
- Het Modemuseum
- De opleiding Mode van AP Hogeschool Antwerpen, ook "mode-academie" genoemd.
- Een gespecialiseerde boekenwinkel en een horeca-gelegenheid.

Een architectuurcommissie stelde de Gentse architecte Marie-José Van Hee aan om de vormgeving van binnen en van buiten te stroomlijnen.